# Килмина
Килмина (англ. Kilmeena; ирл. Cill Mhíona) — деревня в Ирландии, находится в графстве Мейо (провинция Коннахт), неподалёку от Уэстпорта. В деревне есть католическая церковь и школа.